# USS West Alsek (ID-3119)
Pour les autres navires du même nom, voir USS West Alsek.
L'USS West Alsek (ID-3119) est un cargo construit en 1918 pour l'United States Shipping Board et qui sert pendant la Première Guerre mondiale comme de navire de transport de l'United States Navy.

## Conception et construction
Le West Alsek est un cargo appartenant au plan standardisé n°1013 de l'Emergency Fleet Corporation. Près de 150 de ces cargos ont été commandés à des chantiers navals de la côte Ouest en reprenant les plans d'une dizaine de bateaux commandés au chantier naval Skinner & Eddy par des armateurs étrangers et le gouvernement britannique avant l'entrée en guerre des USA. Les trois chaudières Scotch activent une machine à vapeur à triple expansion.